# St. Mariä Himmelfahrt (Jülich)

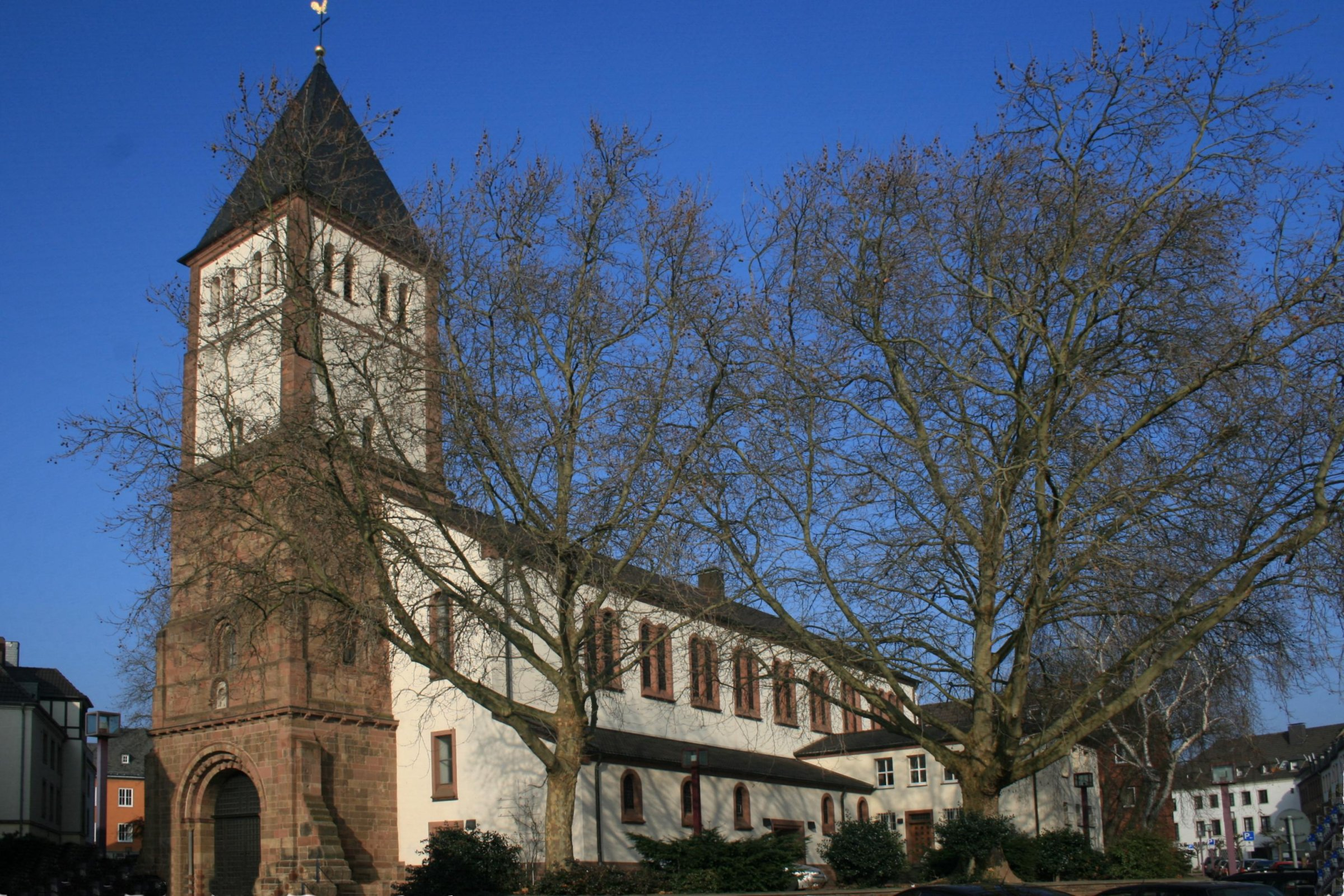
St. Mariä Himmelfahrt in Jülich

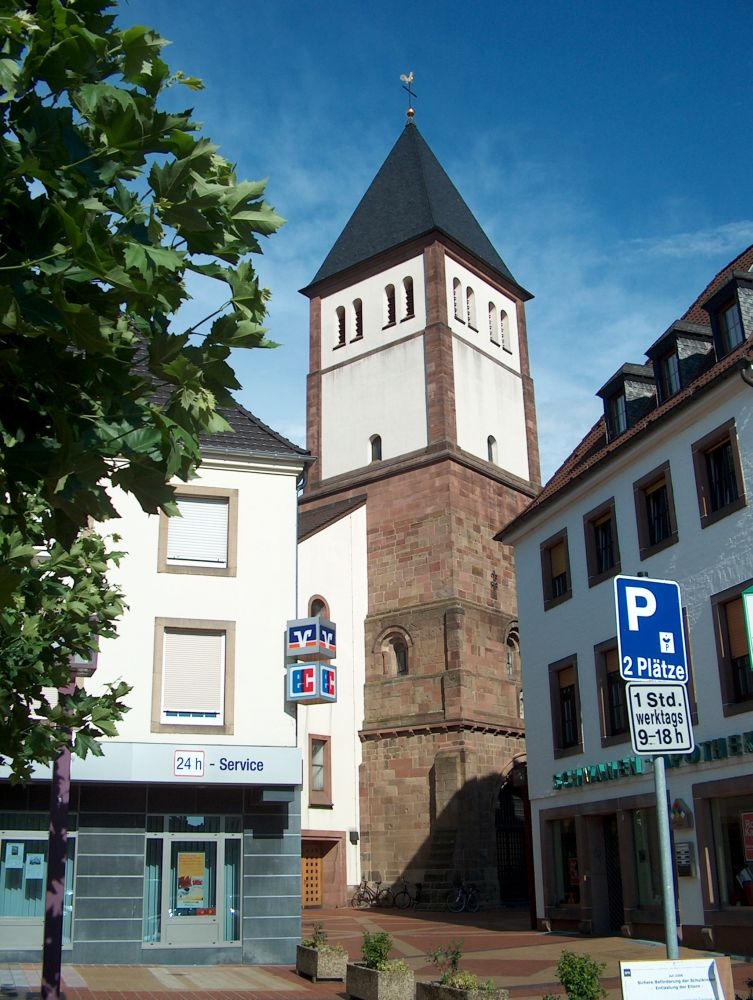
Der Turm der Kirche

St. Mariä Himmelfahrt in Jülich ist die wichtigste und älteste römisch-katholische Kirche der Stadt und seit 2013 Pfarrkirche der Großpfarre Heilig Geist Jülich. In ihr befindet sich das Grab der seligen Christina von Stommeln.

## Geschichte

### Allgemeines
Das Bauwerk geht vermutlich auf römische Wurzeln zurück, der heutige Kirchenbau steht zum Teil auf den Fundamenten der römischen Stadtmauer aus dem 4. Jahrhundert und richtet sich auch nach ihr aus, vermutlich war der erste Kirchenbau innen an die Kastellmauer angelehnt. Erstmals urkundlich erwähnt wurde die Kirche 945. In dieser Urkunde schenkt Erzbischof Wichfried dem Ursulastift in Köln das Patronat. Sie war Zentrum des Dekanats Jülich, das im 13. Jahrhundert einundsiebzig Kirchen in der Grafschaft Jülich und den angrenzenden Landstrichen umfasste. 1147 predigte Bernhard von Clairvaux vor der Kirche für die Teilnahme am Kreuzzug, und nicht wenige Jülicher Ritter folgten dem Ruf ins Heilige Land. Graf Wilhelm III. von Jülich starb auf dem Fünften Kreuzzug 1219 in Ägypten. Bis zum 15. Jahrhundert war das Gotteshaus dem hl. Martin von Tours geweiht, erst dann wurde sie unter den Schutz der Aufnahme Mariens in den Himmel gestellt.
Zum 1. Januar 2013 wurde die bis dahin eigenständige Propsteipfarrgemeinde St. Mariä Himmelfahrt mit 13 weiteren ehemaligen Pfarreien zur neuen Großpfarre Heilig Geist Jülich fusioniert. Seitdem ist St. Mariä Himmelfahrt die Pfarrkirche dieser neuen Pfarrgemeinde.

### Kirchengebäude
Die 945 erwähnte Kirche war eine schlichte Saalkirche. Teile dieser Kirche wurden in einem Neubau des 12. Jahrhunderts, von dem heute die drei unteren Geschosse des Glockenturms erhalten sind, mit einbezogen. An das dreischiffige, romanische Langhaus des 12. Jahrhunderts wurde in der ersten Hälfte des 13. Jahrhunderts ein Chor mit halbkreisförmiger Apsis angebaut. Zu dieser Zeit besaß das Gotteshaus noch keine Gewölbe, sondern eine einfache Holzdecke. Erst im 13. oder 14. Jahrhundert wurde das Mittelschiff überwölbt. Die Einwölbung der Seitenschiffe erfolgte erst im 15. Jahrhundert. Gleichzeitig wurden die bis dahin rundbogigen Arkaden zwischen Mittelschiff und den Seitenschiffen erhöht und erhielten einen Spitzbogen und an der Nordseite des Chores wurde eine Sakristei angebaut. 1785 erhielten die Seitenschiffe neue rundbogige Fenster und das Mittelschiff ein neues Gewölbe, da es vorher eingestürzt war. Des Weiteren wurde das Dach erneuert. An der Nordseite des Glockenturms wurde das zweistöckige Beinhaus mit einem Mansarddach angebaut. In diesem Zustand existierte das Gotteshaus bis 1878. In diesem Jahr wurde das dreischiffige und sechsjochige Langhaus abgebrochen.
Nach den Plänen des Kölner Architekten Heinrich Wiethase wurde 1878 ein neues, ebenfalls dreischiffiges Langhaus im Baustil der Neuromanik errichtet und der Glockenturm restauriert. 1899 wurde schließlich auch der Chor niedergelegt und nach Plänen des Kölner Architekten Heinrich Renard neu errichtet. Jedoch wurden einige Steine wiederverwendet. Den neuromanischen Bau kennzeichnete vor allem der Stützenwechsel in den Arkaden zwischen Mittel- und Seitenschiffen und darüber die Gliederung durch zweibahnige Blendarkaden. Die gesamte Kirche überspannte ein Kreuzrippengewölbe.
Am 16. November 1944 wurde beim Angriff auf Jülich auch die Propsteikirche fast vollständig zerstört. Lediglich die unteren drei Geschosse des Turmes und die Außenmauern der neuromanischen Apsis blieben erhalten.
1952 wurde schließlich die heutige Kirche nach Plänen des Aachener Architekten Peter Salm unter Einbeziehung des Glockenturms, der zwei neue Obergeschosse erhielt, und der Chormauern neu errichtet. Am 14. Dezember 1952 fand die Konsekration des neuen Gotteshauses statt.
Seit 1998 steht auf dem Platz nördlich der Kirche die von der auf von der auf Burg Engelsdorf bei Aldenhoven lebenden Künstlerin Maria Jesús Ortíz de Fernández (* 1954, Santiago de Chile) gestaltete antikisierende Mariensäule, deren spiralförmig angelegte Bilderzier an antike Vorbilder wie die Trajanssäule gemahnt.

## Grab der seligen Christina
Der Herzog von Jülich, Wilhelm II., brachte 1386 die Gebeine der Mystikerin Christina von Stommeln, die er bisher an seinem Stammsitz Nideggen hatte bestatten lassen, in seine Residenzstadt Jülich. Das Grabmal blieb bei der Zerstörung der Kirche weitestgehend unbeschädigt.

## Orgel

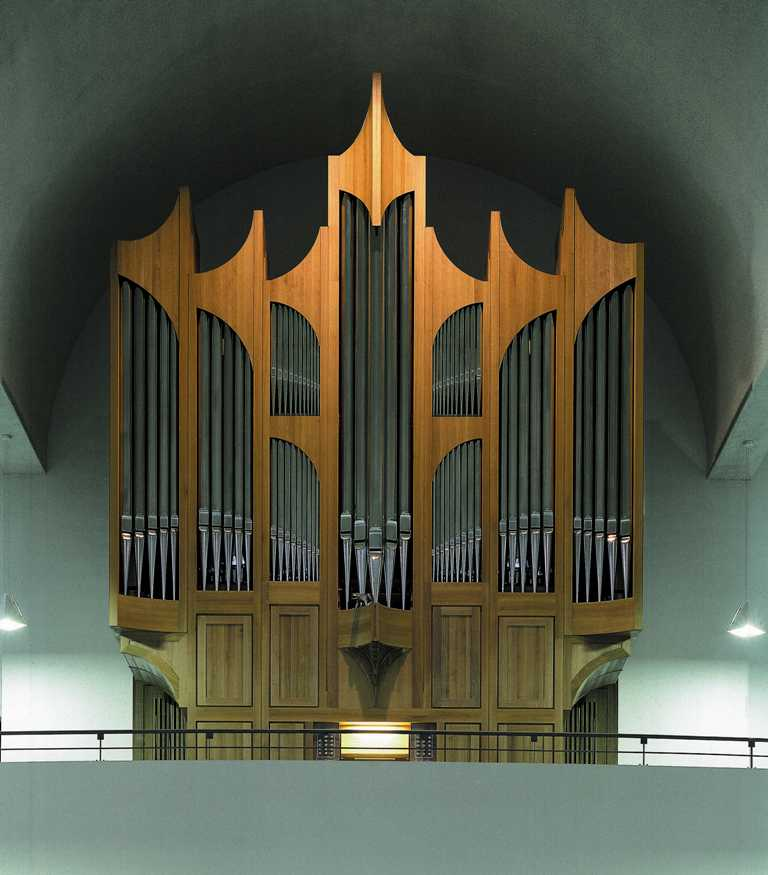
Vleugels-Orgel von 1998

Die Orgel wurde 1998 von der Orgelbaumanufaktur Vleugels (Hardheim) mit 40 spielbaren Registern auf Schleifladen erbaut. Das Instrument hat mechanische Spiel- und Registertrakturen und besitzt trotz deutsch-spätromantischer Disposition keine Spielhilfen wie Kombinationen oder einen Setzer. Die Orgel wurde zur Zeit der Landesgartenschau in Jülich fertiggestellt und verfügt daher über einige Effektregister, die an die Klänge der (örtlichen) Natur erinnern. Einige Register fehlen noch. Die Orgel ist für derer späteren Einbau vorbereitet. Im Oktober 2021 wurden zwei Register ergänzt, so dass jetzt 42 Register spielbar sind.
| I Hauptwerk C–g3 |                  |        |     |
| 01.              | Bourdon          | 16′    |     |
| 02.              | Praestant        | 08′    |     |
| 03.              | Viola di Gamba 0 | 08′    |     |
| 04.              | Tibia            | 08′    |     |
| 05.              | Flaut Amabile    | 08′    |     |
| 06.              | Octave           | 04′    |     |
| 07.              | Spitzflöte       | 04′    |     |
| 08.              | Quinte           | 02 ⁄3′ |     |
| 09.              | Superoctave      | 02′    |     |
| 10.              | Mixtur IV        | 01 ⁄3′ |     |
| 11.              | Cornet V         | 08′    | (v) |
| 12.              | Trompete         | 08′    |     |
| 13.              | Clairon          | 04′    | (v) |

| II Positiv C–g3 |                |        |        |
| 14.             | Gedacktflöte 0 | 8′     |        |
| 15.             | Principal      | 4′     |        |
| 16.             | Querflöte      | 4′     | (2021) |
| 17.             | Unda maris     | 4′     | (2021) |
| 18.             | Quintflöte     | 2 ⁄3′  |        |
| 19.             | Doublette      | 2′     |        |
| 20.             | Terzflöte      | 1 3⁄5′ |        |
| 21.             | Sifflet        | 1′     |        |
| 22.             | Tuba           | 8′     |        |
| 23.             | Clarinette     | 8′     |        |
|                 | Tremulant      |        |        |

| III Schwellwerk C–g3 |                        |         |     |
| 24.                  | Großgambe              | 16′     |     |
| 25.                  | Geigenprincipal        | 08′     |     |
| 26.                  | Bourdon                | 08′     |     |
| 27.                  | Salicional             | 08′     |     |
| 28.                  | Vox coelestis          | 08′     |     |
| 29.                  | Viola                  | 04′     |     |
| 30.                  | Traversflöte           | 04′     |     |
| 31.                  | Nasard                 | 02 ⁄3′  |     |
| 32.                  | Flageolet              | 02′     |     |
| 33.                  | Violine                | 02′     |     |
| 34.                  | Terz                   | 01 3⁄5′ |     |
| 35.                  | Mixtura aetherea IV    | 02′     |     |
| 36.                  | Basson                 | 16′     | (v) |
| 37.                  | Trompette harmonique 0 | 08′     |     |
| 38.                  | Hautbois               | 08′     |     |
|                      | Tremulant              |         |     |

| Pedal C–f1 |               |     |
| 39.        | Contrabass    | 16′ |
| 40.        | Subbass       | 16′ |
| 41.        | Violinbass    | 08′ |
| 42.        | Gedacktbass   | 08′ |
| 43.        | Tenoroctave   | 04′ |
| 44.        | Posaunbass    | 16′ |
| 45.        | Trompetbass 0 | 08′ |

- Koppeln: II/I, III/I, III/II, I/P, II/P, III/P
- Nebenregister:
  - Tympanon (Donnergrollen)
  - Imber Iuliaci (Regenmaschine)
  - Mutkrat (Ortsgebundene Jülicher Morastkröte)
- Spielhilfen: Schwelltritt, Koppeltritte, Zungen- und Mixturentritt
- Anmerkungen
  - (v) = vakant, Instrument für späteren Einbau vorbereitet
  - (2021) = im Oktober 2021 ergänzt

## Glocken
| Nr. | Name          | Durchmesser | Masse | Schlagton (HT-1/16) | Gießer                                               | Gussjahr |
| --- | ------------- | ----------- | ----- | ------------------- | ---------------------------------------------------- | -------- |
| 1   | Maria Königin | 1.607       | 2.800 | h0 +6               | Wolfgang Hausen-Mabilon, Fa. Mabilon & Co., Saarburg | 1963     |
| 2   | Josef         | 1.483       | 1.900 | cis’ +6             | Wolfgang Hausen-Mabilon, Fa. Mabilon & Co., Saarburg | 1508     |
| 3   | Anna          | 1.340       | 1.500 | dis’ +5             | Gregor van Trier, Aachen                             | 1963     |
| 4   | Christina     | 1.073       | 780   | fis’’ +7            | Wolfgang Hausen-Mabilon, Fa. Mabilon & Co., Saarburg | 1963     |
| 5   | Katharina     | 913         | 420   | gis’’ +9            | Gregor van Trier, Aachen                             | 1508     |

Motiv: „Veni creator spiritus“

## Pfarrer
Folgende Priester wirkten bislang als Propst an St. Mariä Himmelfahrt, seit 2013 Pfarrkirche der Pfarre Heilig Geist:
| von – bis | Name                  |
| --------- | --------------------- |
| 1922–1933 | Johannes Brandts      |
| 1934–1946 | Karl Bechte           |
| 1946–1964 | Josef Breuer          |
| 1964–1984 | Leonhard Esser        |
| 1984–2010 | Heinrich Bongard      |
| 2013–2022 | Josef Wolff           |
| Seit 2024 | Hans-Otto von Danwitz |